# Gobernación de Idlib
La gobernación de Idlib (en árabe: مُحافظة ادلب‎ / ALA-LC: Muḥāfaẓat Idlib) es una de las 14 provincias que conforman la organización político-administrativa de la República Árabe Siria. La ciudad capital de esta provincia es la ciudad de Idlib.
Tiene una población de 1.501.000 personas (estimaciones de 2011). 

## Geografía
La gobernación de Idlib está situada en la parte noroeste del país. Limita con las provincias de Latakia, Alepo, Hama, y con la República de Turquía. Su área depende la fuente, se estima que tiene entre 5.933 y 6.097 km².

## Distritos
La Gobernación tenía 5 distritos (Mintaqas) en 2011:
- Distrito de Idlib- Idlib
- Distrito de Ariha- Ariha
- Distrito de Harem- Harem
- Distrito de Yisr al-Shugur- Yisr al-Shugur
- Distrito de Maarat an-Numan- Maarat an-Numan

## Guerra civil siria
Los enfrentamientos de la gobernación de Idlib (septiembre de 2011 - marzo de 2012) fueron incidentes violentos que involucraron al recientemente formado Ejército Sirio Libre y fuerzas leales al gobierno, durante los cuales la FSA tomó el control de Saraqib , Binnish , Sarmin , Ariha , Zardana , al-Bara y Taftanaz . Esto incluyó la batalla de Idlib (2012) del 10 de marzo , una victoria del gobierno. Esto condujo a la operación Gobernación de Idlib en abril de 2012 en la que el gobierno intentó sin éxito recuperar el control. El intento de cese del fuego se prolongó del 14 de abril al 2 de junio de 2012. Esto fue seguido por el choques de la gobernación de Idlib (junio de 2012-abril de 2013) , en los que la FSA tomó o recuperó el control de Salqin , Armanaz , Harem , Sarmin , Darkush , Kafr Nabl , Ma'arat al-Numan y Taftanaz , mientras que las fuerzas gubernamentales mantuvieron el control sobre Jisr ash -Shugur , Fu'ah , la ciudad de Idlib, la base aérea de Abu al-Duhur y Khan Shaykhun y recapturaron Ariha. El asedio de la base militar de Wadi Deif, mantenido desde octubre de 2012 hasta abril de 2013, también se rompió.
La ofensiva Idlib 2014 se refiere a una serie de operaciones rebeldes en la gobernación, llevadas a cabo por los rebeldes contra el gobierno sirio. Los enfrentamientos se concentraron principalmente en torno a Khan Shaykhun y en la carretera hacia Maarrat al-Nu'man , y dieron como resultado la victoria de los rebeldes. En la batalla de Idlib (2015) los rebeldes al-Nusra junto con el Ejército de la Conquista retomaron la ciudad de Idlib que estaba bajo el control del gobierno y las fuerzas de Hezbolá.
En la batalla de Maarrat al-Nu'man (2016) del 13 de marzo de 2016, combatientes yihadistas del Frente Al-Nusra y Jund al-Aqsa lanzaron un ataque nocturno contra la sede de la 13.ª División de la FSA en la ciudad de Maarrat al-Nu'man aplastar manifestantes locales y manifestaciones. La batalla resultó en una victoria para los yihadistas. Los enfrentamientos de la gobernación de Idlib en octubre de 2016 fueron enfrentamientos violentos entre el grupo yihadista salafista Jund al-Aqsa y el grupo rebelde sirio Ahrar al-Sham, este último apoyado por varios otros grupos rebeldes.
Los enfrentamientos de la gobernación de Idlib (enero-marzo de 2017) fueron enfrentamientos militares entre las facciones rebeldes sirias lideradas por Ahrar al-Sham y sus aliados por un lado y Jabhat Fatah al-Sham (más tarde como Tahrir al-Sham ) afiliado a al-Qaeda y sus aliados en el otro. Después del 7 de febrero, los enfrentamientos también incluyeron a Jund al-Aqsa como un tercer beligerante, que se había tildado de Liwa al-Aqsa y estaba atacando a los otros combatientes. Las batallas se libraron en la gobernación de Idlib y el campo occidental de la gobernación de Alepo .
El ataque químico Khan Shaykhun tuvo lugar el 4 de abril de 2017, la ciudad de Khan Shaykhun , a continuación, bajo el control de Tahrir al-Sham,La ciudad fue golpeado por un ataque aéreo por fuerzas gubernamentales seguido por intoxicación química masiva de civiles.La liberación de un gas tóxico, que incluía sarín , o una sustancia similar,mató al menos a 74 personas e hirió a más de 557, según la autoridad de salud de Idlib.El ataque fue el uso más mortífero de armas químicas en la guerra civil siria desde el ataque químico Ghouta en 2013.
Las Naciones Unidas, así como los gobiernos de los Estados Unidos, Reino Unido, Turquía, Arabia Saudita, Francia e Israel, así como Human Rights Watch, han atribuido el ataque a las fuerzas del presidente sirio Bashar al-Assad. El gobierno de Assad negó haber usado armas químicas en el ataque aéreo. Los enfrentamientos de la gobernación de Idlib (julio de 2017) fueron una serie de enfrentamientos militares entre Ahrar al-Sham y Hay'at Tahrir al-Sham (HTS). Durante los enfrentamientos, Tahrir al-Sham intentó capturar el puesto fronterizo de Bab al-Hawa. Como resultado de los enfrentamientos HTS tomó el control de la ciudad de Idlib, el cruce fronterizo de Bab al-Hawa y la mayoría de las áreas a lo largo de la frontera turca en la provincia de Idlib. Los enfrentamientos se reanudaron en julio de 2017. En septiembre de 2017 el gobierno sirio y sus aliados rusos lanzaron una nueva campaña aérea contra las ciudades controladas por los rebeldes en Idlib, con múltiples bajas. Una operación militar turca en Idlib tuvo lugar en octubre a noviembre de 2017.
A partir de agosto de 2018, después del fin del asedio de al-Fu'ah y Kafriya mantenido por el gobierno hasta julio de 2018, la gobernación pasó a estar casi enteramente bajo el control de los rebeldes sirios junto con Hayat Tahrir al-Sham, (anteriormente Al-Nusra).